# Robert Antelme

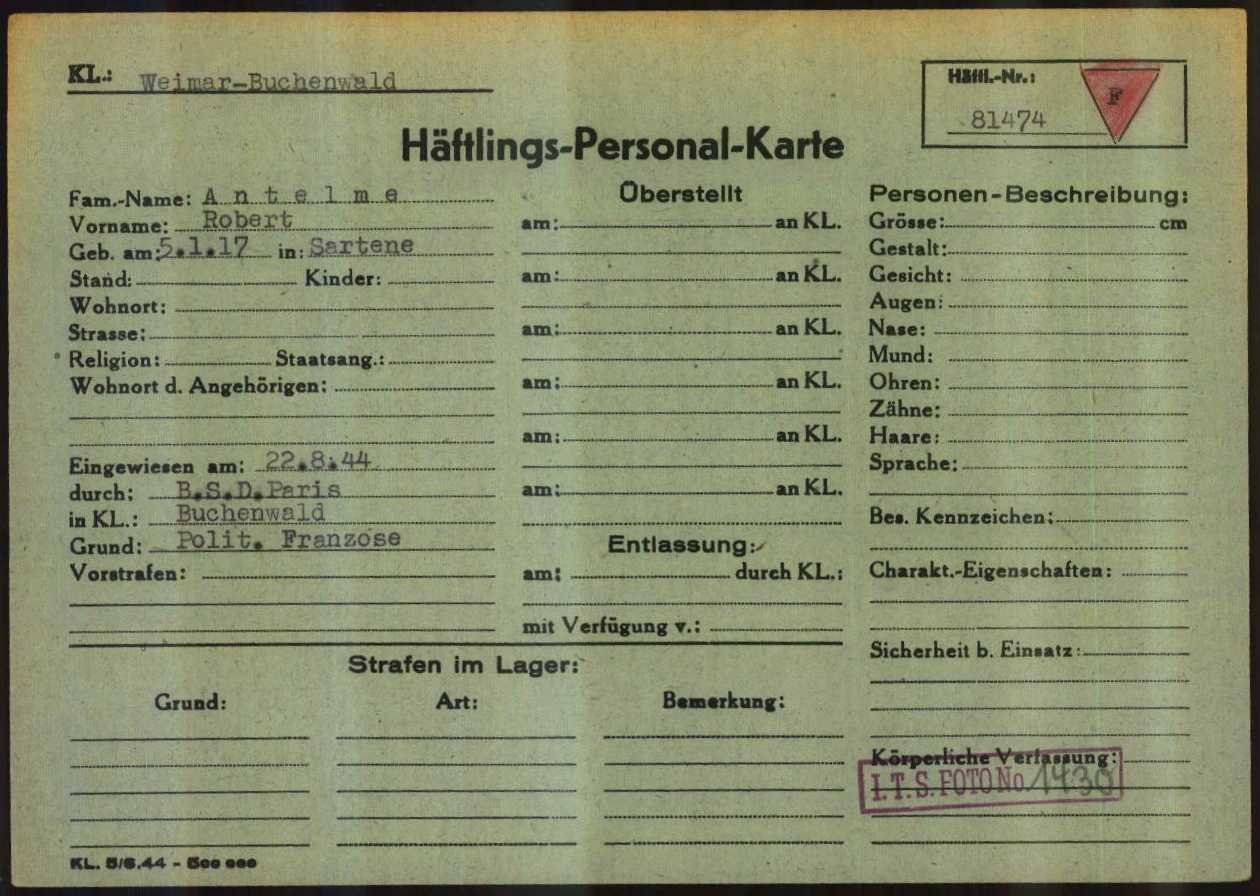
Formulari de registre de Robert Antelme com a presoner al camp de concentració nazi de Buchenwald.

Robert Antelme (Sartène, 5 de gener de 1917 – districte de París, 26 d'octubre de 1990) va ser un intel·lectual, escriptor i membre de la Resistència francesa. Deportat als camps de concentració de Buchenwald, Gandersheim i Dachau, és especialment conegut per ser l'autor de L'espèce humaine (1947), un llibre sobre la seva experiència en aquests camps de concentració.

## Biografia
Nascut el 1917 al sud de Còrsega, la seva mare provenia d'una família de l'alta burgesia i el seu pare era subprefecte de policia. Tenia dues germanes, Marie-Louise i Alice. El 1936 es matricula a la Facultat de Dret de París i, a través d'un amic comú, Jean Lagrolet, coneix a Marguerite Duras. Tres anys més tard, el 23 de setembre de 1939 es casaran a París. El seu primer fill, un nen, va morir al néixer el 1942. Aquest mateix any Marguerite Duras coneix a Dionys Mascolo, que es convertiria en el seu amant.
Durant l’Ocupació, Marguerite Duras i Robert Antelme van entrar a la Resistència. El seu grup va caure en una emboscada, i tot i que Marguerite Duras va aconseguir escapar ajudada per Morland (un dels noms en la clandestinitat de François Mitterrand), Robert Antelme, la seva germana Marie-Louise i Paul Philippe, van ser arrestats l’1 de juny de 1944, al carrer Dupin de París. Primer va estar a la presó de Fresnes, enviat des d’allà amb camió al Camp de Royallieu (Compiègne) des d’on surt amb tren el 17 d’agost de 1944 cap a Buchenwald. Arriba al camp de concentració el 21 d'agost de 1944. Estarà a Buchenwald fins al 2 d'octubre de 1944 quan és traslladat a Gandersheim, un kommando dependent de Buchenwald situat a l’antiga església del monestir de Brunshausen a les proximitats de la fàbrica Ernst Heinkel AG de peces d'avions. Segons el propi Antelme, el 4 d’abril de 1945 surt de Gandersheim, en les anomenades marxes de la mort, cap a Dachau on arriba el 27 d’abril de 1945.
Al final de la guerra, François Mitterrand va trobar Robert Antelme al camp de Dachau, esgotat, debilitat i malalt de disenteria per mesos de captiveri i va organitzar el seu retorn a París. Els seus amics Georges Beauchamp i Dionys Mascolo amb moltes dificultats, disfressats i amb documents falsificats, aconsegueixen treure’l de Dachau el 9 de maig de 1945. Els dies del seu retorn es poden reconstruir mitjançant els llibres de Dionys Mascolo Autour d'un effort de mémoire: sur une lettre de Robert Antelme (literalment, En torno a un esfuerzo de memoria: sobre una carta de Robert Antelme) i La douleur de la pròpia Marguerite Duras. Després d’una lenta recuperació, Robert Antelme va publicar un llibre sobre el que va viure als camps de concentració, L'espèce humaine, el 1947 a l'editorial que havia fundat el 1945 amb Marguerite Duras, Éditions de la Cité Universelle. El llibre està dedicat a la seva germana Marie-Louise, morta durant la seva repatriació. El mateix any de la publicació del seu llibre es va divorciar de Marguerite Duras.
Robert Antelme va reprendre la seva activitat política, incorporant-se al Partit Comunista Francès la primavera de 1946. Al mateix temps, va participar al Grup d'Estudis Marxistes en el qual van participar alguns dels seus amics més propers: aquest grup de reflexió, força allunyat de l’ortodòxia comunista, va reunir, a més de Marguerite Duras i Dyonis Mascolo, personalitats com Edgar Morin, Elio Vittorini, Claude Roy o, més ocasionalment, Georges Bataille. Aquestes diferències van acabar amb la successiva expulsió del PCF dels seus diversos membres: aquest va ser el cas per a Robert Antelme el març de 1950, així com per a Monique Régnier, amb qui es va tornar a casar i amb qui va tenir un fill, Frédéric, el 1951. El mateix any, Robert Antelme es va unir a l'Editorial Gallimard com a lector i corrector de l’Encyclopédie de la Pléiade, on va treballar fins a l’any 1981. És a Gallimard que es torna a publicar el seu llibre L'espèce humaine, l’any 1957.
El 1960 va ser un dels signants de la "Declaració sobre el dret a la insubordinació a la guerra d'Algèria", coneguda com a Manifest dels 121, publicada a la revista Vérité-Liberté. El 1968 va ser membre del Comitè d'acció d'estudiants i escriptors. L’any 1983 va patir una hemiplegia i va morir el 26 d’octubre de 1990.

## Marxa de la mort: De Bad Gandersheim a Dachau
Davant de l’avenç dels aliats, els alemanys prenen la decisió d’evacuar els camps de concentració pròxims a la línia del front. Aquestes evacuacions es coneixen com les: marxes de la mort. En aquest cas, la marxa de la mort des de Bad Gandersheim es va iniciar el 4 d’abril de 1945. Abans de marxar del camp van matar a 40 presoners entre els malalts i els que no podien caminar. El trajecte es va realitzar, majoritàriament a peu, amb tractor alguns trams, amb barca per travessar el riu Saale a Halle i amb tren des de Bitterfeld a Dachau. Dels 450 homes que van començar la marxa, van arribar a Dachau uns 150 vius, el 27 d’abril de 1945, dos dies abans que arribessin les tropes d’alliberament americanes. Els principals llocs per on van passar van ser:
- Bad Gandersheim
- Ackenhausen
- Dannhausen
- Kirchberg
- Bad Grund
- Clausthal-Zellerfeld
- Braunlage
- Wernigerode
- Meisdorf
- Halle
- Bitterfeld
- Dresden
- Praga
- Dachau

## Obres
- Antelme, Robert. L'Espèce humaine. Éd. revue et corrigée.  París: Gallimard, 1978. ISBN 2-07-029779-9.